# Exposición Rural Argentina
La Exposición de Ganadería, Agricultura e Industria Internacional, tal es su nombre oficial, conocida popularmente como La Rural o Palermo o Predio Ferial de Buenos Aires, es el evento anual que la Sociedad Rural Argentina realiza en su Predio Ferial de Palermo, en la Ciudad de Buenos Aires. Por lo general se lleva a cabo durante el mes de julio -antes abarcaba también la primera quincena de agosto- y es considerada la muestra agropecuaria más importante y tradicional de Argentina.
Hasta 2022 se celebraron 133 ediciones y se ha convertido a lo largo de los años en el ámbito de negocios más trascendente de la comunidad agroindustrial, siendo el punto de encuentro de productores, contratistas, empresarios, profesionales, estudiantes y técnicos de la Argentina y el mundo.
Es reconocida principalmente por la ganadería, donde se exponen diferentes especies y razas aunque también tiene una fuerte presencia la agricultura, la industria, el comercio y la educación agrícologanaderos.   
El Predio Ferial de Buenos Aires, fundado en 1878 con la celebración de la tercera Exposición Nacional de Ganadería, brinda una superficie cubierta de 45.000 m², 10 000 m² descubiertos y de espacios verdes, y un estacionamiento subterráneo con capacidad para mil automóviles, donde exponen más de 4500 expositores de animales y 400 comerciales, con una asistencia de público superior al millón de personas.
En la década de 1990 Carlos Menem, presidente por aquel entonces, vendió el predio ferial de Palermo a la Sociedad Rural Argentina. La operación fue denunciada como una supuesta venta a precio vil por el José María Campagnoli, siendo procesadas altas autoridades del país y de la SRA, quienes actualmente se encuentran sometidas a juicio oral por corrupción.

## Entradas a La Rural

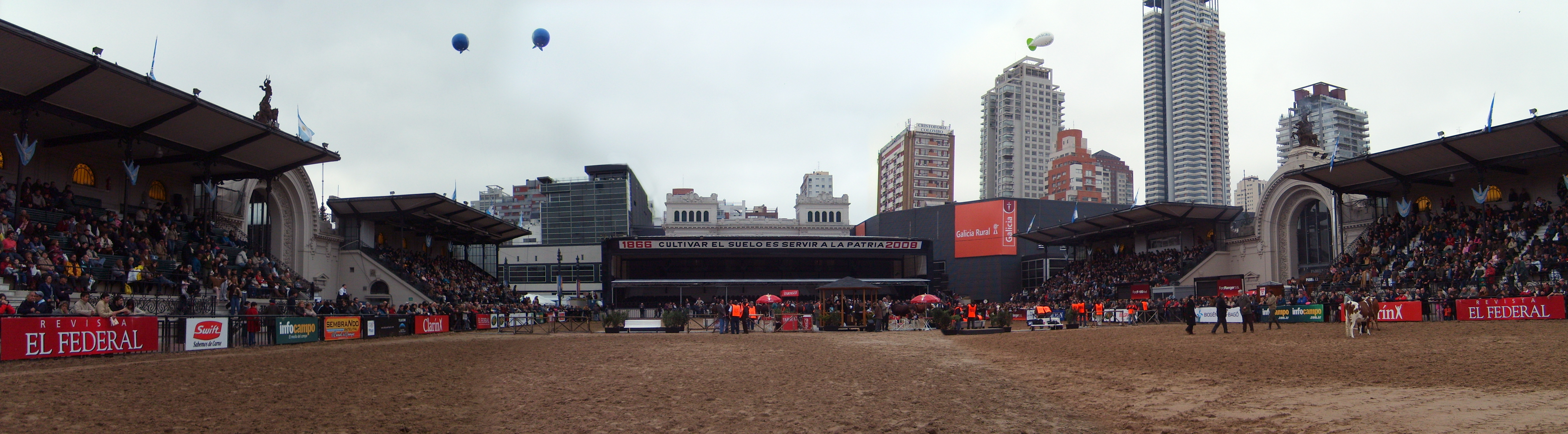
Escenario principal del predio La Rural el 29 de julio de 2008, Nota adicional: Presten atención a los dos globos adicionales (clones) en la 1.ª y 2.ª foto, esto esta a propósito. Panorámica consta de tres fotos.

Existen cinco entradas y son las siguientes:
- Avenida Santa Fe 4201
- Avenida Sarmiento 2704
- Avenida Sarmiento 2802
- Avenida Cerviño 4476
- Calle Juncal 4431

## Pabellones y otros edificios

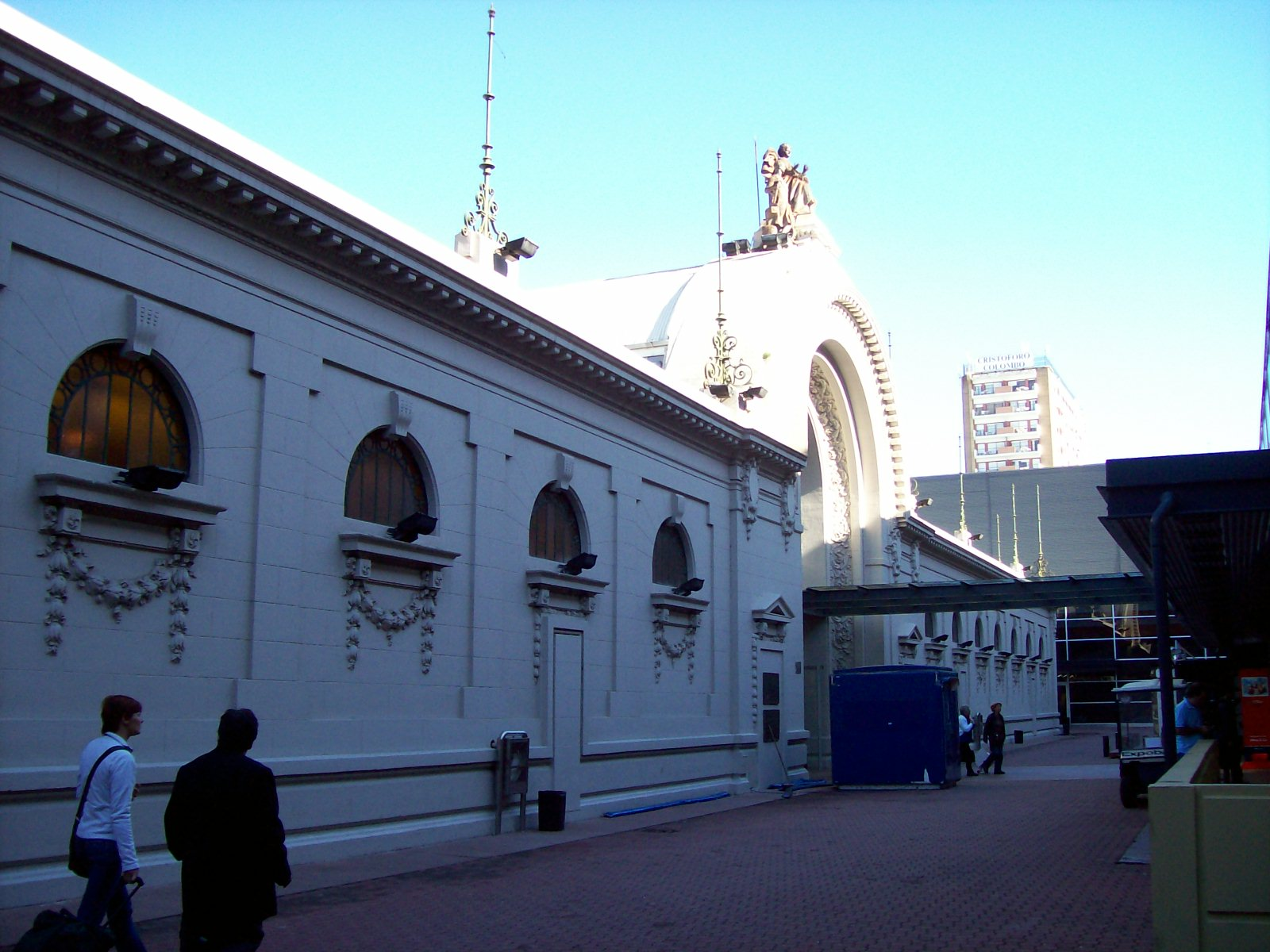
Fachada de uno de los pabellones del predio ferial de Palermo, concedido en explotación a una empresa privada por el período 2005-2026.

La Rural posee varios pabellones, existen unos 6 pabellones principales

### Centro de Convenciones
La Rural posee dicho centro para el desarrollo de los congresos nacionales e internacionales.
Sus espacios se adaptan a distinto tipo de reuniones.

### Restaurante El Central
Fue construido en 1910 en conmemoración del Centenario de la Revolución de Mayo (que marcó el comienzo de la independencia de la Argentina) y por su alto valor emblemático y arquitectónico integra un conjunto edilicio declarado Monumento Histórico Nacional.
Es uno de los espacios más tradicionales del predio, es de estilo francés.

### Pabellón Amarillo
- Superficie Bruta (m²): 10700
- Altura Hall (m): 7
- Altura pabellón (M):11
- Dimensiones (m): 80 x 135

### Pabellón Verde
- Superficie Bruta (m²):8000
- Altura Hall (m): 7
- Altura pabellón (m):11
- Dimensiones (m): 113 x 70

### Pabellón Ocre
- Superficie Bruta (m²): 5000
- Altura Hall (m): 10
- Altura pabellón (m): 10
- Dimensiones (m): 55 x 90

### Pabellón Frers
Ubicado junto a la Plaza Italia, este pabellón combina en sus líneas la influencia académico-francesa con grandes paños vidriados característicos de las construcciones vinculadas a la actividad industrial.
Construido, al mismo tiempo que el Restaurante "El Central".
Era el Pabellón tradicional destinado a los exposiotres comerciales, aunque en las exposiciones de los años '90 se convirtió en Pabellón Internacional.

### Pabellón Equinos
En el centro de La Rural está configurado por la Pista Central, sus tribunas y los Pabellones Equinos que la circundan.
De estilo académico, estos pabellones son de los últimos en su tipo que existen en la Ciudad de Buenos Aires.
El que se ubica a la izquierda de la pista central, desde la avenida Sarmiento, es el Pabellón Emilio Solanet y ha estado dedicado a los caballos criollos.
El otro, a la derecha, es el Pabellón José Alfredo Martínez de Hoz, y ha albergado históricamente a las demás razas equinas como Silla Argentino, Árabe, Percherón, Polo Argentino, Cuarto de Milla, Sangre Pura de Carrera, Anglo Normando, etc.

### Pabellones demolidos
Hasta 1998 el Predio de la Rural era muy diferente al actual y existían cinco pabellones hoy erradicados.
El Pabellón 1 se ubicaba sobre la avenida Sarmiento, al lado de la Embajada de los Estados Unidos. Este pabellón albergaba al ganado Ovino y a stands de carácter internacional, aunque en los '90 alojó también a los Porcinos, y más concretamente en la Exposición de 1992 y 1993 se lo denominó "Pabellón de la Alimentación".
Los Bovinos se ubicaban en los Pabellones 2 y 3. El primero, ubicado sobre Cerviño, albergaba a las razas Aberdeen Angus, Braford, Brahman, Brangus, Nelore, Limousin, Jersey y Holando Argentino. El segundo, ubicado entre la Pista Central y el Pabellón Frers, estaban las razas Shorthorn, Fleckvieh Simmental, Charolais, Hereford, Polled Hereford y Santa Gertrudis. En este pabellón, en un lugar separado de los Bovinos, era también el lugar tradicional de los Porcinos.
Los Pabellones 4 y 5, sobre la calle Oro, albergaban a las diferentes razas y variedades de Aves de Corral y Pelíferos.
Existía también el Pabellón 10, sobre la avenida Santa Fe, que era una continuación del Pabellón Frers y albergaba a distintos stands de expositores industriales y comerciales.

## Situación legal del predio ferial de Palermo

### Los hechos
Tradicionalmente la Sociedad Rural Argentina ocupó un amplio espacio público ubicado en el barrio de Palermo, frente a la Plaza Italia, popularmente conocido con el nombre de «La Rural». En ese predio, la Sociedad Rural organiza anualmente la también tradicional «Exposición Rural».
En la década de 1990, el presidente de la Nación, Carlos Menem, la vendió a la Sociedad Rural el predio de Palermo, a través del decreto 2699/1991. El monto a pagar fue de aproximadamente treinta millones de dólares, y el acuerdo era a pagar en diez años. En 2005 la Sociedad Rural se asoció a una empresa privada de propiedad mayoritaria del empresario y dirigente político Francisco de Narváez, para explotar comercialmente el predio de Palermo.

### Denuncia penal por corrupción
La causa judicial se inició en 1999 con una denuncia de la Asociación Amigos del Lago de Palermo. En 2000 el fiscal José María Campagnoli denunció que las operaciones que terminaron en la venta del predio Rural constituyeron “una serie de lamentables hechos delictivos que constituyeron un vergonzoso fraude cometido en perjuicio de la República” y sostuvo que los expresidentes Carlos Menem y Fernando de la Rúa debían ser procesados, mientras que la presunta venta fraudulenta debía ser anulada.
En junio de 2010 varios funcionarios públicos durante el gobierno de Carlos Menem y dirigentes de la Sociedad Rural Argentina fueron procesados por el delito de peculado.

#### Juicio oral
El 6 de junio de 2018 se inició el juicio oral por el delito de corrupción cometido al venderse el predio, tipificados como peculado. Para el mismo resultó sorteado el Tribunal Oral Federal N° 2 integrado por los jueces Rodrigo Giménez Uriburu, Jorge Gorini y José Michilini. Sobre un total de Los principales acusados son:
- Carlos Menem, el presidente de la Nación que firmó el decreto;
- Domingo Cavallo, el ministro de Economía que firmó el decreto;
- Ricardo Agustín de Zavalía, quien era presidente a la SRA al momento de realizarse la operación;
- Juan Alberto Ravagnan, quien era secretario de la SRA al momento de realizarse la operación.
- Gastón Ramón Figueroa Alcorta, quien era en ese momento titular de la Administración General de Inmuebles Fiscales;
- Matías Lucas Ordóñez, titular de la Comisión de Venta de Inmuebles Estatales del Banco de la Nación.[8]

A comienzos de diciembre de 2018 se estaban realizando los alegatos, luego de los cuales se debe dictar el fallo.

### Nulidad de la venta
En 2012, ante el procesamiento por corrupción de los funcionarios que dispusieron la venta del predio a la Sociedad Rural Argentina, la presidenta Cristina Fernández de Kirchner, mediante el Decreto 2552/2012, revocó por "nulidad absoluta" el decreto de venta firmado por el expresidente Menem, considerando que se trató de una transacción realizada en forma "irregular y a un precio vil", a menos de la mitad de lo que realmente valía el predio, cuyo verdadero valor estimó el Tribunal de Tasaciones de la Nación en 63.615.000 dólares. Para entonces, la Sociedad Rural Argentina tampoco había terminado de pagar el predio, según lo que establecía el contrato de venta.Los principales acusados por haber vendido las tierras “a precio vil” fueron elevados a juicio.
La Sociedad Rural Argentina impugnó judicialmente la decisión de anular la venta, argumentando que el precio había sido justo, que el Estado Nacional carece de legitimación para recuperar un bien que vendió hace más de 20 años por un acto unilateral y que aun cuando el precio hubiera sido 'vil', como el Poder Ejecutivo lo sostiene,[cita requerida] el Estado debería recurrir a la vía judicial para dejar sin efecto el acto que considera lesivo" y que "no podría rescindir unilateralmente el contrato. Además la entidad llamó a un paro nacional agropecuario para el día miércoles 26 de diciembre, en protesta contra la medida. Las tres restantes entidades del campo que forman la Mesa de Enlace Agropecuaria apoyaron a la Sociedad Rural Argentina.[cita requerida] Algunas organizaciones sociales, sindicales y de derechos humanos, como el Movimiento Evita y la Central de los Trabajadores Argentinos (CTA) apoyaron la medida del gobierno para combatir lo que consideraron un acto de corrupción en beneficio de la SRA.
El 1 de junio de 2015 se dictó sentencia de primera instancia a favor del Estado considerando que el decreto impugnado era válido y que la venta a la SRA era nula. El 2 de junio de 2015 la Sociedad Rural Argentina apeló el fallo, con efecto suspensivo.
El 17 de septiembre de 2015 la Sala II de la Cámara Nacional en lo Civil y Comercial Federal confirmó la suspensión del decreto 2552/12 mientras analizaba la apelación.